# 韓國學 (學術期刊)
《韓國學》是份1977年起發行的學術期刊。該期刊每年出版一次，內容涵蓋朝鮮半島的人文學和社會科學。目前，期刊的主編是夏威夷大學韓國學中心的徐大肅。期刊沒有公佈其影響因子。

## 資料來源
1. ↑  .   [2014-04-09]. （原始内容存档于2014-02-09）.

## 外部連結
- 官方网站